# جينيفر براون (مؤلفة)
جينيفر براون (بالإنجليزية: Jennifer Brown)‏ (11 مايو 1972، كانساس سيتي في الولايات المتحدة)؛ كاتِبة مُتخصِّصة في أدب الأطفال، صحفية وروائية أمريكية.